# Манро, Кэролайн
Кэролайн Манро (Caroline Munro; род. 16 января 1949, Виндзор, Беркшир) — британская фотомодель и актриса, пик карьеры которой пришёлся на 1970-е годы.

## Биография и карьера
Кэролайн Манро родилась 16 января 1949 года в английском городе Виндзор. Училась в католической школе при монастыре и пела в церковном хоре.
В 1966 году её мать выслала фотографии 17-летней Кэролайн на конкурс «Лицо года» в газету The Evening News. Победив в конкурсе, Кэролайн Манро переехала в Лондон и начала карьеру фотомодели. Снималась для журнала Vogue и в рекламных роликах на телевидении.
В 1967 году Манро впервые снялась в кино, появившись в небольшой роли в пародии на тему бондианы «Казино „Рояль“». Затем последовала роль в фильме ужасов «Ужасный доктор Файбс» (1971) и его сиквеле.
До 1972 года Кэролайн Манро считала кино второстепенным для себя занятием, снимаясь лишь в небольших ролях. Лишь после фильма «Дракула, год 1972» она решила стать полноценной актрисой. В 1974 году вышло сразу два фильма с Манро в первых ролях — фильм ужасов «Капитан Кронос: Охотник на вампиров» и сказочно-приключенческий фильм «Золотое путешествие Синдбада». Роль Марьяны в «Золотом путешествии Синдбада» стала одной наиболее известных ролей Кэролайн Манро.
В 1976 году вышел фантастический фильм с участием Кэролайн Манро — «Необыкновенное путешествие к центру земли», а в 1977 году актриса вновь появилась в бондиане, сыграв роль пилота Наоми в фильме «Шпион, который меня любил». В 1979 году Манро сыграла роль Стеллы Стар в первом итальянском научно-фантастическом фильме «Столкновение звёзд».
В 1980-х годах Манро снималась в фильмах ужасов, а также в телесериалах и музыкальных клипах. В 1990-х годах актриса решила уделять больше внимания двум своим дочерям и мужу, после чего стала крайне редко появляться на экране.